# Хьюитт, Боб
Роберт (Боб) Энтони Джон Хью́итт (англ. Robert 'Bob' Anthony John Hewitt; р. 12 января 1940, Даббо, Новый Южный Уэльс, Австралия) — австралийский и южноафриканский теннисист и теннисный тренер, бывшая первая ракетка мира в парном разряде.
- Обладатель карьерного Большого шлема в мужском парном разряде, девятикратный победитель турниров Большого шлема в мужских парах
- Обладатель карьерного Большого шлема в смешанном парном разряде, шестикратный победитель турниров Большого шлема в миксте
- Обладатель Кубка Дэвиса 1974 года в составе сборной команды ЮАР
- Победитель Итогового турнира WCT 1974 года и турнира Мастерс 1977 года в паре с Фрю Макмилланом
- Первый теннисист, возглавивший Рейтинг ATP в парном разряде
- Член Международного зала теннисной славы с 1992 года. Приостановлено членство в ноябре 2012 года из-за обвинений в сексуальном насилии в ходе тренерской карьеры. Исключен в апреле 2016 года.

Не имеет родственных связей с Ллейтоном Хьюиттом.

## Биография
Боб Хьюитт родился в Даббо (Новый Южный Уэльс, Австралия) в начале 1940 года. До 1964 года выступал в турнирах как гражданин Австралии, но в конце 1964 года эмигрировал в ЮАР, где жила его возлюбленная Далайла.
Начиная с 1976 года Хьюитт занимался тренерской работой. Он тренировал в ЮАР и США, однако в этом качестве достаточно скоро обзавёлся дурной славой. Девушки и девочки-подростки, которых он тренировал, жаловались на сексуальные приставания с его стороны. Среди подопечных, с которыми он спал, была будущая чемпионка США среди студентов Хэзер Кроу, которую Хьюитт продолжал тренировать до 27 лет. Впоследствии слухи о его поведении заставили руководство теннисной федерации ЮАР отказаться от его услуг как тренера, но он продолжал работать как тренер в США. Он также долгое время был спортивным комментатором на южноафриканском телевидении. С 1998 по 2007 год он владел цитрусовой плантацией в ЮАР, после чего окончательно отошёл от дел.
В 1992 году имена Хьюитта и Макмиллана были включены в списки Международного зала теннисной славы. После серии скандалов, связанных с обвинениями Хьюитта в сексуальных домогательствах, было сообщено о том, что руководство Международного зала теннисной славы проведёт своё расследование, которое, по некоторым прогнозам, могло закончиться исключением спортсмена из числа его членов. Позже сообщалось, что от этой идеи решено было отказаться (как было сообщено, в целях выработки общей линии в отношении схожих ситуаций). Однако в 2012 году устав Международного зала теннисной славы был изменён, в него были включены пункты о приостановке членства и исключении из списков, и в ноябре 2012 года Хьюитт стал первым, чьё членство было бессрочно приостановлено. Это решение было результатом предпринятого исполкомом Международного зала теннисной славы расследования. В 2015 году Хьюитт был признан судом виновным в двух изнасилованиях и приговорён к восьми годам заключения (два из которых условно), а также оштрафован на 8,5 тысяч долларов. В апреле 2016 года Хьюитт был исключён из списка Международного зала теннисной славы.

## Игровая карьера
Уже в 1960 году 20-летний Боб Хьюитт стал полуфиналистом чемпионата Австралии в одиночном разряде. В 1961 году он выиграл с соотечественницей Джен Лихейн-О‘Нил чемпионат Австралии в смешанном парном разряде и дошёл с другим австралийцем, Фредом Столлом, до финала Уимблдонского турнира, где их в пяти сетах обыграли ещё двое соотечественников — Нил Фрейзер и Рой Эмерсон. Через год Столл и Хьюитт проиграли этим же соперникам финал чемпионата Австралии, но в финале Уимблдона им противостояла югославская пара, которая не смогла оказать достойного сопротивления. В следующие два года Столл и Хьюитт довели число совместных титулов на турнирах Большого шлема до четырёх, но в конце 1964 года, когда Хьюитт эмигрировал в ЮАР, их пара распалась. На следующий год Хьюитт дважды дошёл до финала турниров Большого шлема ещё с одним австралийцем — обладателем Большого шлема в миксте Кеном Флетчером, а затем его партнёром стал южноафриканец Фрю Макмиллан.
В 1967 году Макмиллан и Хьюитт выиграли последний любительский Уимблдонский турнир в истории. В начале Открытой эры они некоторое время не могли вернуться на вершину, но постепенно завоевали себе место и в профессиональной элите. В 1972 году они выиграли и Открытый чемпионат Франции, и Уимблдон — уже четвёртый за карьеру Хьюитта, а через два года стали победителями Итогового турнира WCT — одного из престижнейших турниров профессионального тенниса. В 1976 году, когда Ассоциация теннисистов-профессионалов (АТР) впервые ввела рейтинг среди игроков в парном разряде, Хьюитт стал первым, кто его возглавил, и оставался на первой позиции шесть недель, уступив затем это место Раулю Рамиресу из Мексики. Его партнёр Макмиллан возглавил рейтинг чуть позже, но оставался первой ракеткой мира значительно дольше. 
В 1977 году Макмиллан и Хьюитт выиграли 13 профессиональных турниров, в том числе Открытый чемпионат США, что сделало Хьюитта обладателем карьерного Большого шлема в мужских парах (он выиграл все четыре турнира Большого шлема в разные годы), а затем ещё один профессиональный супертурнир — Мастерс, проводимый АТР. В 1978 году они выиграли пятый совместный турнир Большого шлема — пятый в карьере Хьюитта Уимблдон. 
Конец 70-х стал временем  успехов для Хьюитта и в смешанном парном разряде. С южноафриканской теннисисткой Грир Стивенс он выиграл три турнира Большого шлема, два из которых в 1979 году. Всего за 1979 год он выиграл три из четырёх турниров Большого шлема в миксте (ещё на одном его партнёршей была австралийка Венди Тёрнбулл). Всего за карьеру он побеждал в смешанных парах на турнирах Большого шлема шесть раз, также собрав карьерный Большой шлем.
После того, как Хьюитт перебрался в 1964 году в ЮАР, он использовал тот факт, что ему ни разу не довелось, несмотря на успехи в парах, сыграть за сборную Австралии в Кубке Дэвиса, и стал членом сборной ЮАР. Он выступал за команду ЮАР с 1967 года и в первый же год дошёл с ней до финала межзонального турнира, где южноафриканцы без его участия проиграли сборной Испании. Он продолжал выступать за сборную до 1969 года, а затем вернулся в неё в 1973 году и на следующий год после победы над итальянцами вышел с командой в финальный раунд. В финале команде ЮАР предстояло встретиться со сборной Индии, но поскольку матч должен был проходить в ЮАР, индийское руководство приняло решение не участвовать в нём в знак протеста против режима апартеида. Такое развитие событий заставило в дальнейшем двух игроков южноафриканской сборной — Клиффа Драйсдейла и Реймонда Мура — также публично выступить против апартеида, а Драйсдейл отказался в дальнейшем выступать за сборную. Макмиллан и Хьюитт воздержались от публичных заявлений, но некоторое время не выступали за команду ЮАР, вернувшись в неё ненадолго только в 1977 и 1978 годах.
Последние два профессиональных титула — в Йоханнесбурге и Мюнхене — Боб Хьюитт завоевал в 1980 году, доведя число выигранных профессиональных турниров до 54. Помимо этого он выиграл семь профессиональных турниров в одиночном разряде, а перед началом Открытой эры, в 1967 году, был включён обозревателями газеты Daily Telegraph в традиционную десятку лучших теннисистов года (среди любителей) на шестом месте. Свои последние матчи в профессиональном турнире он провёл в апреле 1982 года в Йоханнесбурге после полуторалетнего перерыва в выступлениях, дойдя с Макмилланом до полуфинала.

## Участие в финалах турниров Большого шлема за карьеру (20)

### Мужской парный разряд (13)

#### Победы (9)
| Год  | Турнир                     | Партнёр       | Соперники в финале             | Счёт в финале             |
| ---- | -------------------------- | ------------- | ------------------------------ | ------------------------- |
| 1962 | Уимблдонский турнир        | Фред Столл    | Боро Йованович Никола Пилич    | 6-2, 5-7, 6-2, 6-4        |
| 1963 | Чемпионат Австралии        | Фред Столл    | Джон Ньюкомб Кен Флетчер       | 6-2, 3-6, 6-3, 3-6, 6-3   |
| 1964 | Чемпионат Австралии (2)    | Фред Столл    | Кен Флетчер Рой Эмерсон        | 6-4, 7-5, 3-6, 4-6, 14-12 |
| 1964 | Уимблдонский турнир (2)    | Фред Столл    | Кен Флетчер Рой Эмерсон        | 7-5, 11-9, 6-4            |
| 1967 | Уимблдонский турнир (3)    | Фрю Макмиллан | Кен Флетчер Рой Эмерсон        | 6-2, 6-3, 6-4             |
| 1972 | Открытый чемпионат Франции | Фрю Макмиллан | Патрисио Корнехо Хайме Фильоль | 6-3, 8-6, 3-6, 6-1        |
| 1972 | Уимблдонский турнир (4)    | Фрю Макмиллан | Эрик ван Диллен Стэн Смит      | 6-2, 6-2, 9-7             |
| 1977 | Открытый чемпионат США     | Фрю Макмиллан | Брайан Готтфрид Рауль Рамирес  | 6-4, 6-0                  |
| 1978 | Уимблдонский турнир (5)    | Фрю Макмиллан | Джон Макинрой Питер Флеминг    | 6-1, 6-4, 6-2             |

#### Поражения (4)
| Год  | Турнир                  | Партнёр     | Соперники в финале      | Счёт в финале            |
| ---- | ----------------------- | ----------- | ----------------------- | ------------------------ |
| 1961 | Уимблдонский турнир     | Фред Столл  | Нил Фрейзер Рой Эмерсон | 4-6, 8-6, 4-6, 8-6, 6-8  |
| 1962 | Чемпионат Австралии     | Фред Столл  | Нил Фрейзер Рой Эмерсон | 6-4, 6-4, 1-6, 4-6, 9-11 |
| 1965 | Чемпионат Франции       | Кен Флетчер | Фред Столл Рой Эмерсон  | 8-6, 3-6, 6-8, 2-6       |
| 1965 | Уимблдонский турнир (2) | Кен Флетчер | Джон Ньюкомб Тони Роч   | 5-7, 3-6, 4-6            |

### Смешанный парный разряд (7)

#### Победы (6)
| Год  | Турнир                         | Партнёр           | Соперники в финале              | Счёт в финале |
| ---- | ------------------------------ | ----------------- | ------------------------------- | ------------- |
| 1961 | Чемпионат Австралии            | Джен Лихейн-О‘Нил | Мери Картер-Рейтано Джон Пирс   | 9-7, 6-2      |
| 1970 | Открытый чемпионат Франции     | Билли-Джин Кинг   | Франсуаза Дюрр Жан-Клод Барклай | 3-6, 6-4, 6-2 |
| 1977 | Уимблдонский турнир            | Грир Стивенс      | Бетти Стове Фрю Макмиллан       | 3-6, 7-5, 6-4 |
| 1979 | Открытый чемпионат Франции (2) | Венди Тёрнбулл    | Вирджиния Рузичи Ион Цириак     | 6-3, 2-6, 6-3 |
| 1979 | Уимблдонский турнир (2)        | Грир Стивенс      | Бетти Стове Фрю Макмиллан       | 7-5, 7-67     |
| 1979 | Открытый чемпионат США         | Грир Стивенс      | Бетти Стове Фрю Макмиллан       | 6-3, 7-5      |

#### Поражение (1)
| Год  | Турнир              | Партнёр     | Соперники в финале        | Счёт в финале |
| ---- | ------------------- | ----------- | ------------------------- | ------------- |
| 1963 | Уимблдонский турнир | Дарлин Хард | Маргарет Корт Кен Флетчер | 9-11, 4-6     |

## Участие в финалах итоговых турниров года в парном разряде за карьеру (2)

### Победы (2)
| Год  | Турнир                                | Партнёр       | Соперники в финале         | Счёт в финале       |
| ---- | ------------------------------------- | ------------- | -------------------------- | ------------------- |
| 1974 | Итоговый турнир WCT, Монреаль, Канада | Фрю Макмиллан | Оуэн Дэвидсон Джон Ньюкомб | 6-2, 6-76, 6-1, 6-2 |
| 1977 | Мастерс, Нью-Йорк, США                | Фрю Макмиллан | Боб Лутц Стэн Смит         | 7-5, 7-6, 6-3       |